# Walī mudschbir
Der Walī mudschbir (arabisch ولي مجبر, DMG walī muǧbir, von walī "Vormund" und aǧbara "zwingen"), türkisch: mücbir veli ist nach dem islamischen Recht der Vater oder Großvater, der die jungfräuliche Braut als Heiratsvormund (wali) gegen  ihren ausdrücklichen Willen zur Ehe mit einem beliebigen ehefähigen Muslim bestimmen kann.
Jungfräulich bedeutet in der Praxis, dass die Frau zu ihrer ersten Ehe gegen ihren ausdrücklichen Willen gezwungen werden kann, jedoch nicht zu weiteren Ehen. Der gewöhnliche Heiratsvormund kann zwar auch Schweigen, Lachen oder Weinen als Zustimmung zur Heirat werten, aber gegen den ausgesprochenen Willen der Braut darf er sie nicht verheiraten.
Ist der Ehevormund der Vater oder Großvater väterlicherseits, kann er nach hanafitischer, malikitischer, schafiitischer und hanbalitischer Lehre die Ehe als wali mudschbir auch gegen den ausgesprochenen Willen einer jungfräulichen Braut schließen.
Nach hanafitischem Recht kann jeder Heiratsvormund eine minderjährige Braut zur ersten Ehe zwingen, die Braut hat jedoch das Recht, sich bei Erreichen ihrer Volljährigkeit wieder scheiden zu lassen.
Im Iran war die Gesetzeslage von 1958 bis 1998 so, dass das Verheiraten einer Braut ohne ihre Einwilligung als Sklaverei angesehen wurde und strafbar war. Seit 1998 ist ein solches Tun im Iran wieder legal. Dies entspricht den dschaferitischen Lehren der mehrheitlichen Zwölfer-Schia im Iran sowie den Lehren der sunnitischen Minderheiten, die meist der hanafitischen oder schafiitischen Rechtsschule folgen.
In Malaysia ist die Zwangsverheiratung durch einen Wali mudschbir in mehreren Bundesstaaten legal, etwa im Staat Kelantan. 
Nach einem Rechtsgutachten (Fatwa) des stellvertretenden Justizministers Abd al-Aziz bin Abdullah Al asch-Schaich im Jahre 2005 ist die Zwangsehe nach Saudischem Recht für verboten und unter Strafe erklärt worden. Es wurde jedoch keine konkrete Strafe festgelegt.